# فرودگاه لوگرونو–آگونسیلو
فرودگاه لوگرونو-آگونسیلو (به انگلیسی: Logroño-Agoncillo Airport) یک فرودگاه همگانی است که یک باند فرود آسفالت دارد و طول باند آن ۲۰۰۰ متر است. این فرودگاه در شهر لگرنیو کشور اسپانیا قرار دارد و در ارتفاع ۳۵۲ متری از سطح دریا واقع شده است.